# 권재광
권재광(1971년 4월 27일 ~)은 롯데 자이언츠의 전 야구 선수이며, 현재 양산시 리틀 야구단의 감독이다.

## 출신 학교
- 경남고등학교
- 동아대학교

## 같이 보기
- 1994년 롯데 자이언츠 시즌